# William Conrad
William Conrad (născut John William Cann Jr.; n. 27 septembrie 1920, Kentucky, SUA – d. 11 februarie 1994, Los Angeles, California, SUA) a fost un actor, producător și regizor american cu o carieră de cinci decenii în radio, film și televiziune. A ajuns popular odată cu rolul din serialul Cannon⁠(d).
Scenarist și actor de radio, Conrad s-a mutat la Hollywood după Al Doilea Război Mondial, unde a fost pilot de luptă, și a interpretat o serie de roluri în lungmetraje începând cu filmul noir Ucigașii (1946). Acesta a creat rolul mareșalului Matt Dillon⁠(d) pentru serialul radio Gunsmoke⁠(d) (1952–1961) și a narat atât aventurile lui Rocky și Bullwinkle⁠(d) (1959–1964), cât și The Fugitive (1963–1967).
După ce a obținut din ce în ce mai puține roluri în anii 1950, acesta a devenit producător-regizor, fiind implicat în seriale de televiziune, narațiuni și o serie de filme ale companiei Warner Bros. în anii 1960. Conrad a devenit celebru  ca detectiv în serialele Cannon (1971–1976) și Nero Wolfe⁠(d) (1981), respectiv în rolul procurorului Jason Lochinvar „J.L., Fatman” McCabe în drama Jake și Grăsanul (1987–1992).

## Biografie
William Conrad (cunoscut și drept John William Conrad) s-a născut John William Cann Jr. pe 27 septembrie 1920 în Louisville, Kentucky. Părinții săi, John William Cann și Ida Mae Upchurch Cann, erau proprietarii unui cinematograf, iar Conrad a crescut urmărind lungmetraje pe marele ecran. Familia s-a mutat în California de Sud când Conrad era încă la liceu. S-a specializat în dramă și literatură la Fullerton College⁠(d) în Orange County, California și și-a început cariera  de crainic, scriitor și regizor pentru postul de radio KMPC⁠(d) din Los Angeles.
Conrad a fost pilot de luptă în Al Doilea Război Mondial. În ziua în care a fost transferat la Baza aeriană Luke⁠(d), s-a căsătorit cu June Nelson (1920–1977) din Los Angeles. A părăsit Forțele Aeriene ale Armatei Statelor Unite⁠(d) cu gradul de căpitan și ca producător-director al Serviciului Radio al Forțelor Armate⁠(d).

## Cariera

### Radio
William Conrad susține că a interpretat peste 7.500 de roluri în timpul carierei sale la radio. La KMPC, Conrad, în vârstă de 22 de ani, a produs și a jucat în The Hermit's Cave⁠(d) (circa 1940-1944).:319
Acesta a fost avut un rol secundar în drama de spionaj The Man Called X⁠(d) (1944–48), antologia dramatică Favorite Story (1946–49), dramele de aventură The Count of Monte Cristo (1947–48), The Voyage of the Scarlet Queen⁠(d) (1947–48), The Green Lama⁠(d) (CBS 1949) și Night Beat⁠(d) (NBC 1950–52), Romantism (1950), Hollywood Star Playhouse (1950–53), The Modern Adventures of Casanova de Errol Flynn (1952) și On Stage⁠(d) a lui Cathy și Elliott Lewis⁠(d) (CBS 1953–54).:181, 244, 299, 326, 431, 467, 507, 512, 584, 706
Conrad a fost vocea Escape⁠(d) (1947–54), un serial radio de aventură.:232 Acesta l-a jucat pe Warchek, un polițist amenințător, în Johnny Modero: Pier 23⁠(d) (1947), un serial cu Jack Webb⁠(d) în rol principal, și a făcut parte din distribuția dramei Pete Kelly's Blues⁠(d) (NBC 1951). A jucat rolul editorului de ziar Walter Burns alături de reporterul interpretat de Dick Powell, Hildy Johnson, în drama radiofonica ABC The Front Page (1948). A fost Dave în seria de antologie dramatică The Damon Runyon Theatre⁠(d) (1948), Lt. Dundy în serialul radio NBC The Adventures of Sam Spade⁠(d) (1949–50), șeful agentului special guvernamental Douglas Fairbanks Jr. în The Silent Men (NBC 1951) și un barman din New Orleans în drama de aventură NBC Jason and the Golden Fleece (1952–53). :12, 189, 273, 368, 374, 541, 615 Cel mai cunoscut rol al său a fost cel al mareșalului Matt Dillon din serialul western Gunsmoke (1952–1961) de la CBS Radio. Producătorii nu i-au acordat inițial rolul din cauza prezenței sale în atât de multe drame radio și a familiarității vocii sale, însă audiția sa i-a impresionant și a devenit alegerea potrivită. Conrad a fost vocea lui Dillon timp de nouă ani și a scris episodul  „Sundown” din iunie 1953. Când Gunsmoke a fost adaptat pentru televiziune în 1955, directorii de la CBS nu le-au oferit rolurile lui Conrad și colegilor săi.
Printre alte roluri ale sale se numără Suspense⁠(d), Lux Radio Theater și Fibber McGee and Molly⁠(d). În „The Wax Works”, un episod din 1956 al emisiunii Suspense, Conrad a interpretat toate rolurile. Datorită contractului încheiat cu CBS Radio, a apărut uneori și în emisiuni de pe alte rețele radio sub pseudonimul „Julius Krelboyne”.
În ianuarie 1956, Conrad a fost crainic la difuzarea în premieră a programului radio The CBS Radio Workshop⁠(d), o adaptare în două părți a lucrării Minunata lume nouă de Aldous Huxley, pe care Huxley însuși a povestit-o. „În timpul transmisiei, The CBS Radio Workshop era o sursă de atracție pentru idei”, scria istoricul radio John Dunning, care citează emisiunile „The Legend of Jimmy Blue Eyes” (23 martie 1956) și „ O chestiune de logică” (1 iunie 1956) în care apare Conrad. :144–145 Acesta a regizat și a narat episodul  „Epitaphs” din 1957, o adaptare a volumului de poezii Spoon River Anthology⁠(d) al lui Edgar Lee Masters.

### Film
În calitate de actor în lungmetraje, Conrad a apărut adesea în rolurile unor personaje amenințătoare. Cel mai cunoscut rol al său a fost unul dintre bărbații trimiși să-l asasineze pe Burt Lancaster în Ucigașii (1946). Conrad a mai apărut în Trup și suflet⁠(d) (1947), Sorry, Wrong Number⁠(d) (1948), Ioana d'Arc⁠(d) (1948) și În junglă⁠(d) (1954).
În 1961, Conrad s-a implicat în producția filmelor, fiind producător și regizor pentru studioul Warner Bros. În 1965, a produs și regizat Two on a Guillotine⁠(d), My Blood Runs Cold⁠(d) și Brainstorm⁠(d), și a narat introducerea filmului Bătălia din Ardeni⁠(d). Brainstorm a fost un film noir modern care a ajuns să fie considerat „o capodopera minoră a anilor 1960” și „ultima piesă esențială din acea lungă serie de filme noir care au început să apară de la sfârșitul celui de-Al Doilea Război Mondial."
Conrad a fost producătorul executiv al filmului Countdown⁠(d) (1968), un thriller științifico-fantastic cu James Caan și Robert Duvall în rolurile principale. Proiectul a reprezentat primul film de studio al regizorului Robert Altman.
Conrad a narat documentarul Design For Disaster, produs de Departamentul de Pompieri al orașului Los Angeles⁠(d), despre incendiul din Bel Air, Los Angeles⁠(d) din noiembrie 1961 care a distrus mai multe cartiere, la vreme respectivă cel mai grav incendiu din istoria orașului.
În semn de apreciere, Jack L. Warner, directorul Warner Bros., i-a oferit lui Conrad una dintre cele două statui de șoim din plumb și metal utilizate în filmul clasic Șoimul maltez (1941). Șoimul stătea pe un raft cu cărți în casa lui Conrad din anii 1960. Având o înălțime de 29,2 cm și o greutate de 20,4 kg, statuia fusese tăiată în timpul realizării filmului de personajul interpretat de Sydney Greenstreet, Kasper Gutman, lăsând tăieturi adânci pe suprafața sa. După moartea lui Conrad, statuia a fost trimisă de Tippy Conrad la casa de licitații Christie's⁠(d), care a estimat că piesa va aduce undeva între 30.000 și 50.000 de dolari. În decembrie 1994, Christie's a vândut șoimul pentru suma de 398.500 de dolari. În 1996, Winston a revândut statuia unui colecționar european necunoscut și a obținut „un profit enorm”.
Spre finalul carierei, Conrad a narat scenele de deschidere și de închidere ale lungmetrajului Hudson Hawk din 1991.

### Televiziune
În rolul „Bill Conrad”, el a narat serialul animat Rocky și Bullwinkle din 1959 până în 1964. A narat This Man Dawson⁠(d), o dramă sindicalizată de 33 de episoade, cu Keith Andes⁠(d) în rolul principal, în sezonul de televiziune 1959–1960, iar apoi a devenit naratorul serialului The Fugitive la televiziunea ABC din 1963 până în 1967. De asemenea, introduce Orchestra lui Count Basie și pe Frank Sinatra pe albumul din 1966 Live at the Sands.
Conrad a recitat versuri la începutul filmului Chisum⁠(d) din 1970. Vocea sa poate fi auzită în anunțul despre poluare din 1971, câștigător al Premiului Clio⁠(d), în care apare actorul Iron Eyes Cody, creat pentru Ziua Pământului de Keep America Beautiful⁠(d) și Ad Council⁠(d). Din 1973 până în 1978, Conrad a narat programul Wild, Wild World of Animals⁠(d). Tot în anii 1970, a apărut și narat o serie de episoade ale emisiunii American Sportsman pentru ABC și în documentarul CBS The Lost Treasure of the Concepcion. Mai târziu, a fost narator documentarul The Making of Star Wars⁠(d) (1977), documentarul Catastrophe! (1977), Buck Rogers in the 25th Century⁠(d) (1979) și The Rebels⁠(d) (1979). L-a interpretat pe Denethor⁠(d) în versiunea animată a lucrării Întoarcerea regelui de J.R.R. Tolkien din 1980.
Conrad a regizat episoade ale serialului NBC Klondike în sezonul 1960–1961. Acesta a fost regizor și pentru episoade ale serialelor The Rifleman⁠(d), Bat Masterson⁠(d), Route 66⁠(d), Have Gun – Will Travel⁠(d), 77 Sunset Strip⁠(d), Temple Houston⁠(d), Ripcord⁠(d) și Target: The Corruptors!⁠(d). 
Conrad a apărut în serialul științifico-fantastic The Man and the Challenge și în serialul de aventuri sindicalizat Ripcord, alături de Larry Pennell⁠(d) și Ken Curtis. În 1962, a jucat într-un episod din The Alfred Hitchcock Hour și a fost invitat în episoadele dramei Target: The Corruptors!. 
Din 1971 până în 1976, a jucat în serialul de televiziune Cannon; în timpul serialului, acesta a luat în greutate și a ajuns până la 118kg sau chiar mai mult. „Am auzit că Weight Watchers⁠(d) le-a interzis membrilor săi să se uite la emisiune, dar s-a dovedit a fi o glumă”, a spus Conrad în 1973. „Publicistul de la Weight Watchers a sunat și mi-a sugerat să iau prânzul cu președintele lor. Am spus sigur – dacă aș putea alege restaurantul.”
De la începutul anilor 1980 până la începutul anilor 1990, acesta a jucat în alte două seriale de televiziune - Nero Wolfe (1981) și Jake and the Fatman (1987–92). Pe parcursul anilor 1970 și în anii 1980, Conrad a fost gazdă al emisiunilor de dimineață CBS All American Thanksgiving Day Parade, fiind prezentator al paradelor anuale organizate în Statele Unite și Canda (inclusiv din Detroit., Hawaii, New York City, Philadelphia și Toronto).

### Alte apariții
În anii 1970 și 1980, Conrad a apărut în câteva reclame First Alert⁠(d) Smoke Alarm, explicând necesitatea detectoarelor de fum.

## Hobby-uri
Conrad era pasionat de plimbările în aer liber și un pescar desăvârșit. Cunoscut pentru iscusința sa în folosirea undițelor, așa cum este documentat în revista Field & Stream⁠(d) din 23 mai 1972, Conrad a prins un pește cu vele⁠(d) de 28kg în canalul Yucatan din Mexic.

## Viața personală și moartea
În 1957, Conrad a fost căsătorit cu fostul model Susan Randall (1940–1979), iar cuplul a avut un fiu - Christopher. În 1980, Conrad s-a căsătorit cu Tipton „Tippy” Stringer (1930–2010), văduva prezentatorului de știri Chet Huntley⁠(d). Aceasta l-a ajutat să-și gestioneze cariera în timpul căsniciei de 14 ani.
William Conrad a murit în urma unui atac de cord în Los Angeles pe 11 februarie 1994. A fost înmormântat în secțiunea Lincoln Terrace din Forest Lawn, Hollywood Hills Cemetery⁠(d), California.
Acesta a fost introdus postum în National Radio Hall of Fame⁠(d) în 1997 și în Broadcasting and Cable Hall of Fame.

## Filmografie

### Actor
| An        | Titlu                                                                                     | Rol                                | Note                                                         |
| --------- | ----------------------------------------------------------------------------------------- | ---------------------------------- | ------------------------------------------------------------ |
| 1945      | Pillow to Post                                                                            | First Motorcycle Cop               | Necreditat                                                   |
| 1946      | The Killers                                                                               | Max                                |                                                              |
| 1947      | Body and Soul                                                                             | Quinn                              |                                                              |
| 1948      | Arch of Triumph                                                                           | Polițist                           | Necreditat                                                   |
| 1948      | To the Victor                                                                             | Farnsworth                         |                                                              |
| 1948      | Four Faces West                                                                           | Sheriff Egan                       |                                                              |
| 1948      | Sorry, Wrong Number                                                                       | Morano                             |                                                              |
| 1948      | Joan of Arc                                                                               | Guillaume Erard, procuror          |                                                              |
| 1949      | Any Number Can Play                                                                       | Frank Sistina                      |                                                              |
| 1949      | East Side, West Side                                                                      | Lt. Jacobi                         |                                                              |
| 1950      | Tension                                                                                   | Lt. Edgar Gonsales                 |                                                              |
| 1950      | One Way Street                                                                            | Ollie                              |                                                              |
| 1950      | The Milkman                                                                               | Mike Morrel                        |                                                              |
| 1950      | Dial 1119                                                                                 | Chuckles                           |                                                              |
| 1951      | Cry Danger                                                                                | Castro                             |                                                              |
| 1951      | The Sword of Monte Cristo                                                                 | Major Nicolet                      |                                                              |
| 1951      | The Racket                                                                                | Detective Sergeant Turk            |                                                              |
| 1952      | Lone Star                                                                                 | Mizette                            |                                                              |
| 1953      | Cry of the Hunted                                                                         | Goodwin                            |                                                              |
| 1953      | The Desert Song                                                                           | Lachmed                            |                                                              |
| 1954      | The Naked Jungle                                                                          | Commissioner                       |                                                              |
| 1954      | The Bob Mathias Story                                                                     | Narator                            | Voce, Necreditat                                             |
| 1955      | 5 Against the House                                                                       | Eric Berg                          |                                                              |
| 1956      | The Conqueror                                                                             | Kasar                              |                                                              |
| 1956      | Johnny Concho                                                                             | Tallman                            |                                                              |
| 1957      | The Ride Back                                                                             | Sheriff Chris Hamish               |                                                              |
| 1957      | Zero Hour!                                                                                | Narator                            | Voce, Necreditat                                             |
| 1958      | The Rough Riders                                                                          | Wade Hacker                        | Episodul: "The Governor"                                     |
| 1958–1961 | Bat Masterson                                                                             | Clark Benson / Dick MacIntyre      | 2 episoade                                                   |
| 1959      | -30-                                                                                      | Jim Bathgate                       |                                                              |
| 1959–1960 | This Man Dawson                                                                           | Narator                            | 39 de episoade                                               |
| 1959–1960 | Rocky and His Friends                                                                     | Narator                            | Serial de televiziune, Voce                                  |
| 1961      | The Aquanauts                                                                             | Corey                              | Episodul: "Killers in Paradise"                              |
| 1961      | The Dudley Do-Right Show                                                                  | Narator                            | Voce, 1 episod                                               |
| 1961–1964 | The Bullwinkle Show                                                                       | Narator                            | Serial de televiziune, Voce                                  |
| 1962      | Gorath                                                                                    | Narator                            | Necreditat                                                   |
| 1962      | Geronimo                                                                                  | Narator                            | Voce, Necreditat                                             |
| 1962      | Target: The Corruptors!                                                                   | Dan                                | Episodul: "Yankee Dollar"                                    |
| 1962      | Have Gun—Will Travel                                                                      | Moses Kadish / Norge               | 2 episoade                                                   |
| 1962      | GE True                                                                                   | Dr. James Fallon                   | Episodul: "Circle of Death"                                  |
| 1963      | The Alfred Hitchcock Hour                                                                 | Sgt. Cresse                        | Episodul: "The Thirty-First of February"                     |
| 1963–1964 | 77 Sunset Strip                                                                           | Clapper / Bystander / Maestrian    | Necreditat, 4 episoade                                       |
| 1963–1967 | The Fugitive                                                                              | Narator                            | Voce, Necreditat, 120 de episoade                            |
| 1965      | Two on a Guillotine                                                                       | The Fat Man in the Hall of Mirrors | Necreditat                                                   |
| 1965      | My Blood Runs Cold                                                                        | Helicopter Pilot                   | Voce, Necreditat                                             |
| 1965      | Brainstorm                                                                                | Mental Patient                     | Necreditat                                                   |
| 1965      | Hoppity Hooper                                                                            | Narator                            | Necreditat                                                   |
| 1965      | F Troop                                                                                   | Narator                            | Voce, Necreditat, Episodul: "Scourge of the West"            |
| 1965      | Battle of the Bulge                                                                       | Narator                            | Necreditat                                                   |
| 1966      | Chamber of Horrors                                                                        | Narator                            | Voce, Necreditat                                             |
| 1967      | First to Fight                                                                            | Narator                            | Voce, Necreditat                                             |
| 1967      | Countdown                                                                                 | TV Newscaster                      | Voce, Necreditat                                             |
| 1969      | The Name of the Game                                                                      | Arnold Wexler                      | Episodul: "The Power"                                        |
| 1970      | It Takes a Thief                                                                          | Strategy Room Announcer            | Voce, Necreditat, Episodul: "Situation Red"                  |
| 1970      | Chisum                                                                                    | Narator                            | Voce, Necreditat                                             |
| 1970      | The Brotherhood of the Bell                                                               | Bart Harris                        | Film de televiziune                                          |
| 1970      | The High Chaparral                                                                        | China Pierce                       | Episodul: "Spokes"                                           |
| 1970      | Men at Law                                                                                | Kornedi                            | Episodul: "Survivors Will Be Prosecuted"                     |
| 1970      | D. A.: Conspiracy to Kill                                                                 | Chief Vincent Kovac                | Film de televiziune                                          |
| 1971      | O'Hara, U. S. Treasury                                                                    | Keegan                             | Film de televiziune                                          |
| 1971–1976 | Cannon                                                                                    | Frank Cannon                       | 120 de episoade                                              |
| 1973      | Gunsmoke                                                                                  | Narator                            | Episodul: "Women for Sale"                                   |
| 1973, 76  | The Carol Burnett Show                                                                    | Himself                            | 2 episoade                                                   |
| 1973–1975 | Barnaby Jones                                                                             | Frank Cannon                       | 2 episoade                                                   |
| 1973–1976 | Wild, Wild World of Animals                                                               | Narator                            | Serial de televiziune                                        |
| 1974      | The FBI Story: The FBI Versus Alvin Karpis,Public Enemy Number One                        | Narator                            | Film de televiziune, Voce, Necreditat                        |
| 1975      | Attack on Terror: The FBI vs. the Ku Klux Klan                                            | Narator                            | Film de televiziune, Voce, Necreditat                        |
| 1976      | The Macahans                                                                              | Narator                            | Film de televiziune                                          |
| 1977      | The City                                                                                  | Narator                            | Film de televiziune, Voce                                    |
| 1977      | The Force of Evil                                                                         | Narator                            | Film de televiziune                                          |
| 1977      | Moonshine County Express                                                                  | Jack Starkey                       |                                                              |
| 1977      | The Making of Star Wars                                                                   | Narator                            |                                                              |
| 1977      | Quinn Martin's Tales of the Unexpected                                                    | Gazdă / Narator                    | Voce, Necreditat, 8 episoade                                 |
| 1977      | Catastrophe                                                                               | Gazdă / Narator                    |                                                              |
| 1977–1978 | How the West Was Won                                                                      | Narator                            | Voce, Necreditat, 7 episoade                                 |
| 1978      | Night Cries                                                                               | Dr. Whelan                         | Film de televiziune                                          |
| 1978      | Keefer                                                                                    | Keefer                             | Film de televiziune                                          |
| 1979      | Buck Rogers in the 25th Century                                                           | Narator                            | Film de televiziune, Voce, Necreditat                        |
| 1979      | The Rebels                                                                                | Narator                            | Film de televiziune, Voce                                    |
| 1979–1981 | Buck Rogers in the 25th Century                                                           | Narator                            | Voce, Necreditat                                             |
| 1980      | Battles: The Murder That Wouldn't Die                                                     | William Battles                    | Film de televiziune                                          |
| 1980      | The Return of the King                                                                    | Lord Denethor                      | Film de televiziune, Voce                                    |
| 1980      | Turnover Smith                                                                            | Thaddeus Smith                     | Film de televiziune                                          |
| 1980      | The Return of Frank Cannon                                                                | Frank Cannon                       | Film de televiziune                                          |
| 1980      | Jockey                                                                                    | Gazdă                              | Documentar, regizat de Martin Pitts, scris de John Underwood |
| 1980      | The Tarzan/Lone Ranger Adventure Hour                                                     | The Lone Ranger                    | Serial de televiziune, Voce, sub numele J. Darnoc            |
| 1981      | Nero Wolfe                                                                                | Nero Wolfe                         | 14 episoade                                                  |
| 1981      | Side Show                                                                                 | Ring Announcer                     | Film de televiziune, Voce                                    |
| 1982      | Police Squad!                                                                             | Stabbed Man                        | Episodul: "Testimony of Evil"                                |
| 1982      | Shocktrauma                                                                               | Dr. R. Adams Cowley                | Film de televiziune                                          |
| 1982      | The Cremation of Sam McGee:A Poem by Robert W. Service                                    | Narator                            | Scurtmetraj, Voce                                            |
| 1983      | The Mikado                                                                                | The Mikado                         | Film de televiziune                                          |
| 1983      | Trauma Center                                                                             | Narator                            | Voce, Necreditat , 2 episoade                                |
| 1983      | Manimal                                                                                   | Narator                            | Voce, Necreditat, 7 episoade                                 |
| 1984      | Murder, She Wrote                                                                         | Major Anatole Karzof               | Episodul: "Death Takes a Curtain Call"                       |
| 1985      | In Like Flynn                                                                             | Sergeant Dominic                   | Film de televiziune                                          |
| 1986      | Hotel                                                                                     | Art Patterson                      | 2 episoade                                                   |
| 1986      | de⁠(Killing Cars (1986 film))[Cars (1986 film)&page=Killing+Cars&targettitle=de traduceți] | Mr. Mahoney                        |                                                              |
| 1986      | Vengeance: The Story of Tony Cimo                                                         | Jim Dunn                           | Film de televiziune                                          |
| 1986      | Matlock                                                                                   | D. A. James L. McShane             | 2 episoade                                                   |
| 1987      | The Highwayman                                                                            | Narator                            | Necreditat, Episodul: "The Highwayman"                       |
| 1987–1992 | Jake and the Fatman                                                                       | Jason Lochinvar "Fatman" McCabe    | 103 episoade, (ultimul rol)                                  |
| 1991      | Hudson Hawk                                                                               | Narator                            | Voce                                                         |

### Regizor
| An        | Titlu                           | Note |
| --------- | ------------------------------- | --- |
| 1955      | Highway Patrol                  | "The Trap" |
| 1958      | Target                          | "The Unknown" |
| 1959      | Mackenzie's Raiders             | "The Pen and the Sword" |
| 1959      | Bold Venture                    | "Go Fight Sidney Hall" "Dial M for Mother" "Oh Kaplan, My Kaplan" "The Last Hungry Man" "One of Our Friedkins Is Missing … Fine" "The Glittering Skull of Irving Tezcula" |
| 1959      | The Rifleman                    | "Three Legged Terror" |
| 1959      | The Rough Riders                | "Deadfall" |
| 1959–1960 | This Man Dawson                 | |
| 1959–1960 | Tombstone Territory             | "Marked for Murder" "The Black Diamond" "Silver Killers" "The Governor" |
| 1959–1961 | Bat Masterson                   | "Wanted: Dead" "The Reluctant Witness" "The Good and the Bad" "Ledger of Guilt" |
| 1960      | Lock-Up                         | "Poker Club" "So Shall Ye Reap" |
| 1960      | Men into Space                  | "Mission to Mars" "Mystery Satellite" |
| 1960      | Klondike                        | "Klondike Fever" "Saints and Stickups" |
| 1960–1961 | The Case of the Dangerous Robin | "The Nightmare" "The Caper" "Java" |
| 1961      | The Aquanauts                   | "The Stakeout Adventure" |
| 1961      | Route 66                        | "First Class Mouliak" |
| 1961      | Naked City                      | "A Kettle of Precious Fish" "The Day the Island Almost Sank" "Bridge Party" |
| 1961–1962 | Target: The Corruptors!         | "Prison Empire" "Play It Blue" "Babes in Wall Street" "My Native Land" "A Man's Castle" "Journey into Mourning" "A Book of Faces" "Yankee Dollar" |
| 1962      | Saints and Sinners              | "A Night of Horns and Bells" |
| 1962–1963 | Have Gun–Will Travel            | "One, Two, Three" "Don't Shoot the Piano Player" "Darwin's Man" "Genesis" "A Miracle for St. Francis" "The Black Bull" |
| 1962–1963 | GE True                         | "Harris vs. Castro" "The Handmade Private" "The Last Day" "Man with a Suitcase" "Mile-Long Shot to Kill" "The Wrong Nickel" "The Amateurs" "Open Season" "Defendant Clarence Darrow" "O.S.I." "Firebug" "Escape" "The Moonshiners" "Security Risk" "The Black-Robed Ghost" "Ordeal" "Pattern for Espionage" "The Tenth Mona Lisa" "Commando" |
| 1963      | 77 Sunset Strip                 | Șase episoade |
| 1963      | The Man from Galveston          | |
| 1963–1964 | Temple Houston                  | "Billy Hart" "Thy Name Is Woman" "A Slight Case of Larceny" "The Gun That Swept the West" "The Town That Trespassed" |
| 1963–1971 | Gunsmoke                        | "Panacea Sykes" "Captain Sligo" |
| 1965      | Two on a Guillotine             | |
| 1965      | My Blood Runs Cold              | |
| 1965      | Brainstorm                      | |
| 1981      | Side Show                       | |